# Амброз, Анатолий Константинович
Анатолий Константинович А́мброз (25 июня 1929, Томск — 12 августа 1985, Москва) — советский археолог.

## Биография
В 1954 году с отличием окончил Московский государственный университет, кафедра археологии. Рекомендован в аспирантуру Института археологии АН СССР, после её окончания в 1957 году принят в институт на должность младшего научного сотрудника. В 1964 году защитил кандидатскую диссертацию «Фибулы юга Европейской части СССР II в. до н. э. — IV в. н. э.» (издана в 1966 г), в 1974 — докторскую «Хронология раннесредневековых древностей Восточной Европы V—IX вв.».

## Основные работы
- Фибулы Юга Европейской части СССР. II в. до н. э. – IV в. н. э. М., 1966;
- Хронология древностей Северного Кавказа V–VII вв. М., 1989.